# Windows 3.1x
Windows 3.1 là một bản phát hành lớn của Microsoft Windows được phát hành tới các nhà sản xuất vào ngày 6 tháng 4 năm 1992, kế nhiệm phiên bản Windows 3.0.
Giống như phiên bản tiền nhiệm, dòng Windows 3.1 chạy dưới dạng một shell trên nền MS-DOS. Windows 3.1 giới thiệu hệ thống phông chữ TrueType nhằm cạnh tranh với Adobe Type Manager. Các tính năng đa phương tiện cũng được mở rộng, trong đó có sự xuất hiện của các trình bảo vệ màn hình, cùng với một số phần mềm mới như Windows Media Player và Sound Recorder. Windows 3.1 còn giới thiệu Windows Registry cùng các phần mở rộng mới, trong khi File Manager và Control Panel nhận được một số tinh chỉnh nhỏ. Windows 3.1 là môi trường điều hành Windows cuối cùng trên nền tảng 16-bit, đi kèm khả năng hỗ trợ nhiều RAM hơn so với các phiên bản trước.
Microsoft cũng phát hành các phiên bản đặc biệt của Windows 3.1 trong suốt các năm 1992 và 1993; tại châu Âu và Nhật Bản, Windows 3.1 được ra mắt với các phiên bản hỗ trợ nhiều ngôn ngữ hơn, trong khi một phiên bản đặc biệt khác có tên là Modular Windows được phát hành cho Tandy Video Information System, một mẫu thiết bị phát CD-ROM. Vào tháng 11 năm 1993, một bản cập nhật nhỏ có tên là Windows 3.11 được phát hành, cùng với đó là Windows 3.2, phiên bản tiếng Trung giản thể của Windows 3.1. Microsoft còn giới thiệu Windows for Workgroups, phiên bản Windows đầu tiên hỗ trợ khả năng kết nối mạng tích hợp. Với mục tiêu chủ yếu hướng tới các doanh nghiệp, Windows for Workgroups đem tới một số cải tiến về khả năng kết nối mạng, cho phép người dùng chia sẻ tập tin, sử dụng máy chủ in và trò chuyện trực tuyến, đồng thời cũng giới thiệu tính năng kết nối mạng ngang hàng.
Dòng Windows 3.1x được coi là một cải tiến so với các phiên bản trước. Phiên bản này nhận được nhiều ý kiến khen ngợi nhờ những nâng cấp về giao diện người dùng và thiết kế kỹ thuật. Windows 3.1 đã bán được hơn 3 triệu bản trong vòng 3 tháng đầu tiên sau khi phát hành, tuy nhiên phiên bản Windows for Workgroups lại bị xem là một "nỗi thất vọng ở phân khúc doanh nghiệp" với doanh số khiêm tốn. Windows 3.1 được kế nhiệm bởi Windows 95, và Microsoft đã kết thúc hỗ trợ cho dòng sản phẩm này vào ngày 31 tháng 12 năm 2001, ngoại trừ phiên bản nhúng được kết thúc vào năm 2008.

## Lịch sử phát triển

Phiên bản biểu trưng ban đầu của Windows 3.1x, sử dụng vào năm 1991

Windows 3.0, phiên bản tiền nhiệm của 3.1, được phát hành vào năm 1990, và được coi là phiên bản Windows đầu tiên nhận được thành công về mặt chuyên môn. Windows 3.0 đã bán được khoảng 10 triệu bản trước khi Windows 3.1 được phát hành vào ngày 6 tháng 4 năm 1992. Microsoft bắt đầu chiến dịch quảng cáo trên truyền hình lần đầu tiên vào ngày 1 tháng 3 năm 1992. Các đoạn phim quảng cáo do Ogilvy & Mather phát triển và được thiết kế để giới thiệu Windows tới những đối tượng khán giả rộng lớn hơn.
Windows 3.1 có tên mã là Janus. Giống như các phiên bản trước, Windows 3.1 là một môi trường đồ họa chạy dưới dạng shell trên nền MS-DOS, mặc dù nó không bao gồm shell MS-DOS Executive.(tr3) Sau khi giới thiệu Windows 1.0, Microsoft đã bắt đầu cố gắng tìm kiếm sự hỗ trợ từ các công ty nhằm mở rộng môi trường điều hành của hãng trên các mẫu máy tính cá nhân (PC) khác nhau. Tandy Corporation đã sẵn sàng bán các mẫu PC Tandy Sensation cài đặt sẵn môi trường điều hành Windows 3.1. Các mẫu PC của IBM cũng được cung cấp cùng với Windows 3.1.